# Прасковче
Прасковче је насеље у Србији у општини Ражањ у Нишавском округу. Према попису из 2022. било је 332 становника (према попису из 1991. било је 571 становника).

## Демографија
У насељу Прасковче живи 423 пунолетна становника, а просечна старост становништва износи 45,2 година (43,1 код мушкараца и 47,2 код жена). У насељу има 155 домаћинстава, а просечан број чланова по домаћинству је 3,25.
Ово насеље је великим делом насељено Србима (према попису из 2002. године), а у последња три пописа, примећен је пад у броју становника.
|  |

| Демографија | Демографија | Демографија |
| Година      | Становника  | Становника  |
| ----------- | ----------- | ----------- |
| 1948.       | 773         |             |
| 1953.       | 822         |             |
| 1961.       | 748         |             |
| 1971.       | 615         |             |
| 1981.       | 615         |             |
| 1991.       | 571         | 564         |
| 2002.       | 511         | 535         |

| Етнички састав према попису из 2002.‍ | Етнички састав према попису из 2002.‍ | Етнички састав према попису из 2002.‍ | Етнички састав према попису из 2002.‍ | Етнички састав према попису из 2002.‍ |
| ------------------------------------ | ------------------------------------ | ------------------------------------ | ------------------------------------ | ------------------------------------ |
|                                      |                                      |                                      |                                      |                                      |
| Срби                                 | Срби                                 |                                      | 468                                  | 91,58%                               |
| Роми                                 | Роми                                 |                                      | 12                                   | 2,34%                                |
| непознато                            | непознато                            |                                      | 17                                   | 3,32%                                |

| Година пописа     | 1948. | 1953. | 1961. | 1971. | 1981. | 1991. | 2002. |
| ----------------- | ----- | ----- | ----- | ----- | ----- | ----- | ----- |
| Број домаћинстава | 159   | 170   | 170   | 175   | 168   | 150   | 155   |

| Број чланова      | 1  | 2  | 3  | 4  | 5  | 6  | 7 | 8 | 9 | 10 и више | Просек |
| ----------------- | -- | -- | -- | -- | -- | -- | - | - | - | --------- | ------ |
| Број домаћинстава | 28 | 42 | 27 | 19 | 15 | 16 | 3 | 3 | 1 | 1         | 3,25   |

| Пол    | Укупно | Неожењен/Неудата | Ожењен/Удата | Удовац/Удовица | Разведен/Разведена | Непознато |
| ------ | ------ | ---------------- | ------------ | -------------- | ------------------ | --------- |
| Мушки  | 216    | 49               | 142          | 18             | 3                  | 4         |
| Женски | 231    | 31               | 142          | 48             | 8                  | 2         |
| УКУПНО | 447    | 80               | 284          | 66             | 11                 | 6         |

| Пол    | Укупно                    | Пољопривреда, лов и шумарство | Рибарство                            | Вађење руде и камена | Прерађивачка индустрија       |
| ------ | ------------------------- | ----------------------------- | ------------------------------------ | -------------------- | ----------------------------- |
| Мушки  | 135                       | 68                            | 0                                    | 0                    | 18                            |
| Женски | 52                        | 38                            | 0                                    | 0                    | 5                             |
| УКУПНО | 187                       | 106                           | 0                                    | 0                    | 23                            |
| Пол    | Производња и снабдевање   | Грађевинарство                | Трговина                             | Хотели и ресторани   | Саобраћај, складиштење и везе |
| Мушки  | 1                         | 15                            | 11                                   | 0                    | 12                            |
| Женски | 0                         | 0                             | 2                                    | 1                    | 1                             |
| УКУПНО | 1                         | 15                            | 13                                   | 1                    | 13                            |
| Пол    | Финансијско посредовање   | Некретнине                    | Државна управа и одбрана             | Образовање           | Здравствени и социјални рад   |
| Мушки  | 0                         | 0                             | 3                                    | 3                    | 1                             |
| Женски | 0                         | 0                             | 1                                    | 2                    | 2                             |
| УКУПНО | 0                         | 0                             | 4                                    | 5                    | 3                             |
| Пол    | Остале услужне активности | Приватна домаћинства          | Екстериторијалне организације и тела | Непознато            | Непознато                     |
| Мушки  | 3                         | 0                             | 0                                    | 0                    | 0                             |
| Женски | 0                         | 0                             | 0                                    | 0                    | 0                             |
| УКУПНО | 3                         | 0                             | 0                                    | 0                    | 0                             |